# Bilu
Bilu (hebr. ביל"ו‎, akronim iz Izaijeve knjige 2,5: Beit Ya'akov Lekhu Ve-nelkha, v prevodu: »Hiša Jakobova, pridite, hodímo«) je bila skupina judovskih študentov idealistov iz Harkova v Rusiji. Skupina si je prizadevala ustanoviti judovska naselja na ozemlju starodavnega Izraela s političnim namenom ponovne pridobitve Izraela in ponovne vzpostavitve judovske države na tem ozemlju. Leta 1881 je začela pošiljati judovske naseljence v Palestino. S tem se začne prva alija (imigracija Judov v Palestino). Eden od teh študentov je bil tudi Naaman Belkind, član vohunske združbe Nili.
Val pogromov v letih od 1881 do 1884 in antisemitske majevske uredbe, ki jih je izdal 15. maja 1882 ruski car Aleksander, sicer kot začasne, a so se obdržale več kot trideset let, so botrovali masovni emigraciji Judov iz Ruskega carstva. Med letoma 1880 in 1920 je Rusijo tako zapustilo več kot dva milijona Judov. Večina se je izselila v ZDA, nekateri pa so se odločili za t. i. alijo, tj. za izselitev na ozemlje starodavnega Izraela.
Prvo skupino Biluja je sestavljalo štirinajst nekdanjih študentov iz Harkova. Ti so v Palestino prispeli julija 1882, in sicer v provinco, ki je tedaj spadala pod Osmansko cesarstvo, v starodavni zgodovini pa je bila del judovske domovine. Še istega meseca so se pridružili gibanju Hovevei Zion ('tisti, ki ljubijo Sion')in skupaj so v arabski vasici Eyun Kara kupili ozemlje, kjer so ustanovili kmetijsko zadrugo – naselje Rishon LeZion. Zaradi pomanjkanja sladke vode jih je pestila lakota, zato jih je čez nekaj mesecev večina odšla. 
Po pomoč so se obrnili na barona Edmonda de Rothschilda. Ta je preskrbel finančna sredstva za namene vinogradništva v Palestini. Leta 1886 so v Rishon LeZionu stekla gradbena dela. Naselbina je sčasoma postala uspešna izvoznica vina.
Po navedbah Brockhaus and Efron Encyclopedic Dictionary je regija samo leta 1895 izvozila za 277.000 frankov vina in konjaka.
Z Rothschildovo pomočjo je skupina Bilu ustanovila tudi naselje Zikhron Ya'aqov. Osem članov skupine Bilu je leta 1884 dobilo zemljo v Gederi. 